# Европейское профессиональное клубное регби
Европейское профессиональное клубное регби (англ. European Professional Club Rugby, EPCR) — организация, осуществляющая руководство двумя европейскими клубными турнирами по регби — Кубком европейских чемпионов и Европейским кубком вызова. EPCR контролируется девятью акционерами: регбийными союзами стран-участниц Кубка шести наций и тремя организациями, представляющими английские, французские и валлийские профессиональные клубы. Штаб-квартира располагается в швейцарском Невшателе.
До 2014 года европейскими клубными турнирами управляла организация Европейский кубок регби (ERC), расположенная в Дублине, однако после многочисленных разногласий между регбийными союзами её полномочия были переданы EPCR, а главный европейский турнир, Кубок Хейнекен, сменил формат и название, став Кубком европейских чемпионов.

## История
Предшественник EPCR, Европейский кубок регби, был создан в 1995 году Комитетом пяти наций, в который входили регбийные союзы Англии, Ирландии, Уэльса, Франции и Шотландии (с 2000 года к ним присоединилась и Италия. Под эгидой организации был создан первый профессиональный международный турнир для европейских клубов, Кубок Хейнекен. Год спустя ERC запустил второе соревнование, Европейский кубок вызова, участие в котором начали принимать команды, не сумевшие попасть в элитный турнир.
В последующие годы начали накапливаться противоречия между регбийными союзами стран-участниц касательно формата проведения соревнований и принципов разделения прибыли, что в конце концов вылилось в отказ английских и французских клубов участвовать в турнирах, организуемых ERC. Кроме того, эти две страны не допускали никаких возможностей изменить собственное решение, что несло прямую угрозу Европейскому кубку регби, поскольку большая часть прибыли организации обеспечивалась именно благодаря играм клубов этих стран.
В апреле 2014 года было объявлено о создании Европейского профессионального клубного регби (EPCR). Соглашение о сотрудничестве было заключено на 8 лет, а помимо переформатирования Кубка Хейнекен в Кубок европейских чемпионов был также создан третий турнир, который ежегодно давал возможность клубам из стран второго яруса побороться за попадание в Кубок вызова. Прибыль от турниров стала распределяться поровну между командами Премьер-лиги, Топ 14 и Про12.

## Управление
Во главе EPCR стоит совет директоров, состоящий из двенадцати представителей акционеров компании и независимого председателя. Места распределены следующим образом:
- Англия: по представителю от Регбийного союза и Премьер-лиги;
- Ирландия: два представителя от Ирландского регбийного союза;
- Италия: два представителя от Итальянской федерации регби;
- Уэльс: по представителю от Валлийского регбийного союза и профессиональных клубов Уэльса;
- Франция: по представителю от Французской федерации регби и Национальной регбийной лиги;
- Шотландия: два представителя от Шотландского регбийного союза;
- Независимый председатель: Саймон Хэллидей, назначен 29 апреля 2015 года[8].

Кроме того, в EPCR есть также исполнительный комитет, который уполномочен решать финансовые задачи организации и проводимых ею турниров. В состав комитета входят независимый председатель совета директоров, генеральный директор и по представителю от Премьер-лиги, Топ 14 и Про 12.

## Награды

### Игрок года в Европе
Изначально звание было учреждено ERC в 2010 году как одна из наград ERC15, которые вручались игрокам, внёсшим наибольший вклад в развитие клубного регби в Европе с 1995 года. Первым обладателем стал Ронан О’Гара, признанный организацией лучшим европейским игроком последних пятнадцати лет. Начиная с сезона 2010/11 награда вручается лучшему игроку сезона. Начиная с сезоне 2014/15 награда вручается EPCR. Список награждённых:

Игрок года в Европе по версии ERC

- 2010: Ронан О’Гара, «Манстер»;
- 2011: Шон О’Брайен, «Ленстер»;
- 2012: Роб Кирни, «Ленстер»;
- 2013: Джонни Уилкинсон, «Тулон»;
- 2014: Стеффон Армитидж, «Тулон»;

Игрок года в Европе по версии EPCR

- 2015: Ник Абенданон, «Клермон Овернь»;
- 2016: Маро Итойе, «Сарацины».

### EPCR Elite Awards
С 2005 году ERC начала отмечать заслуги игроков и клубов, добившихся наибольших успехов в европейском клубном регби. Всего существует несколько категорий награды. Для клубов она вручается за 50 и более игр в главном турнире. Для игроков — за 50 и 100 матчей, 500 очков и 25 попыток..